# Talegalla cuvieri
Il tacchino di boscaglia beccorosso, tacchino australiano dal becco rosso, megapodio beccorosso o talegalla beccorosso    (Talegalla cuvieri Lesson, 1828) è un uccello galliforme della famiglia Megapodiidae.